# Teramo megye
Teramo Olaszország Abruzzo régiójának egyik megyéje. Székhelye Teramo város.

## Fekvése

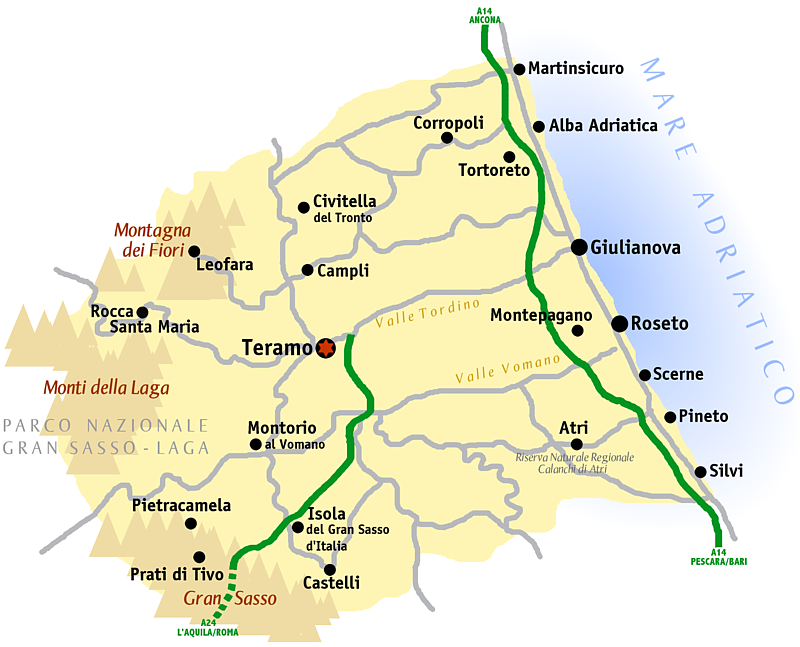
Teramo megye

Teramo megyét kelet felől az Adriai-tenger, délen Pescara és L’Aquila, nyugaton Rieti (Lazio része), északon pedig Ascoli Piceno (Marche része) megyék határolják.
Domborzata lépcsőzetes. A megye nyugati része benyúlik a Monti della Laga és Gran Sasso d’Italia hegységek területére, majd fokozatosan lejt az Adriai-tenger partjáig. Legmagasabb pontja a Corno Grande (2912 m). Területén található Európa legdélibb fekvésű gleccsere a Calderone. Homokos tengerpartján több üdülőtelepülés is kialakult.
A megyét átszelő fő vízfolyások a Vomano, Tordini, Salinello, Tronto és Vezzola. A Vomano völgyében található Abruzzo régió legnagyobb duzzasztott tava a Campostoto-tó.
Éghajlata változó: nyugati részében hűvösebb hegyvidéki, míg a tengerparton már forró mediterrán.

## Fő látnivalók
- természeti látnivalók:

Gran Sasso - Monti della Laga Nemzeti Park
- kulturális helyszínek:

Teramo belvárosa
Atri óvárosa
Giulianova óvárosa
Civitella del Tronto erődje
Campli óvárosa és Régészeti Múzeuma
Castelli kerámia-manufaktúrái
- tengerparti üdülőhelyek:

Alba Adriatica
Tortoreto
Roseto degli Abruzzi
Pineto
Silvi

## Községek(comuni)
| Alba Adriatica              | Isola del Gran Sasso d’Italia |
| Ancarano                    | Martinsicuro                  |
| Arsita                      | Montefino                     |
| Atri                        | Montorio al Vomano            |
| Basciano                    | Morro d’Oro                   |
| Bellante                    | Mosciano Sant’Angelo          |
| Bisenti                     | Nereto                        |
| Campli                      | Notaresco                     |
| Canzano                     | Penna Sant’Andrea             |
| Castel Castagna             | Pietracamela                  |
| Castellalto                 | Pineto                        |
| Castelli                    | Rocca Santa Maria             |
| Castiglione Messer Raimondo | Roseto degli Abruzzi          |
| Castilenti                  | Sant’Egidio alla Vibrata      |
| Cellino Attanasio           | Sant’Omero                    |
| Cermignano                  | Silvi                         |
| Civitella del Tronto        | Teramo                        |
| Colledara                   | Torano Nuovo                  |
| Colonnella                  | Torricella Sicura             |
| Controguerra                | Tortoreto                     |
| Corropoli                   | Tossicia                      |
| Cortino                     | Valle Castellana              |
| Crognaleto                  |                               |
| Fano Adriano                |                               |
| Giulianova                  |                               |